# Kim Hee-gon
Kim Hee-gon (* 4. November 1985) ist ein südkoreanischer Fußballschiedsrichter.
Er ist seit 2013 K-League- und FIFA-Schiedsrichter. Er pfeift Spiele der K League Classic und der K League Challenge sowie WM-Qualifikationsspiele, Freundschaftsspiele und Spiele der Chinese Super League.
Seit 2013 steht er auf der FIFA-Liste und leitet internationale Fußballpartien.
Kim Hee-gon wurde als Schiedsrichter für die U-23-Asienmeisterschaft 2020 in Thailand nominiert, wurde dort jedoch nur als Torrichter eingesetzt. 
Zudem wurde er als Videoschiedsrichter bei der Asienmeisterschaft der Frauen 2022 in Indien eingesetzt.